# Preuss-sziklafecske
A Preuss-sziklafecske (Petrochelidon preussi) a madarak osztályának (Aves) a verébalakúak (Passeriformes) rendjébe és a fecskefélék (Hirundinidae) családjába tartozó faj.

## Rendszerezése
A fajt Anton Reichenow német ornitológus írta le 1898-ban, a Lecythoplastes nembe Lecythoplastes preussi néven. Sorolják a Hirundo nembe Hirundo preussi néven is.

## Előfordulása
Afrika keleti részén, Benin, Burkina Faso, Kamerun, a Közép-afrikai Köztársaság, Csád, Elefántcsontpart, az Egyenlítői-Guinea, Ghána, Guinea, Bissau-Guinea, Mali, a Kongói Demokratikus Köztársaság, a Kongói Köztársaság, Niger, Togo és Nigéria területén honos. 
A természetes élőhelye száraz szavannák, sziklás és vízben gazdag területek, valamint szántóföldek. Állandó, nem vonuló faj.

## Megjelenése
Testhossza 12 centiméter, testtömege 12–14 gramm.

## Életmódja
Rovarokkal táplálkozik. A száraz évszak végén költ.